# Водяная (приток Пашийки)
Водяная — река в Горнозаводском городском округе Пермского края, приток Пашийки. Водяная берёт начало в лесах северо-восточнее посёлка Пашия, основное направление течения — на юг. Впадает в Пашийку справа, в 12 км от её устья. Длина реки 16 км.

## Данные водного реестра
По данным государственного водного реестра России, река относится к Камскому бассейновому округу, речной бассейн — Кама, речной подбассейн реки — бассейны притоков Камы до впадения Белой, водохозяйственный участок реки — Чусовая от в/п пгт. Кын до устья. Код объекта в государственном водном реестре — 10010100712111100011870.